# Williamstown (hrabstwo Orange)
Williamstown – jednostka osadnicza w Stanach Zjednoczonych, w stanie Vermont, w hrabstwie Orange.